# Pulsatilla-Standort Dangstetten
Der Pulsatilla-Standort Dangstetten ist ein mit Verordnung des Regierungspräsidiums Südbaden vom 31. Januar 1962 ausgewiesenes Naturschutzgebiet (NSG-Nummer 3.059) mit einer Größe von 59,2 Ar im Gebiet der Gemeinde Küssaberg im baden-württembergischen Landkreis Waldshut.

## Lage und Schutzzweck
Das Gebiet liegt zwischen den Ortsteilen Dangstetten und Rheinheim der Gemeinde Küssaberg. Es handelt sich um einen Halbtrockenrasen auf den steilen Abhängen zwischen zwei eiszeitlichen Schotterterrassen des Hochrheintals, der einen Bestand der sehr seltenen Küchenschelle (Anemone pulsatilla) aufweist. Sie konnte sich nur an solchen Stellen halten, die nicht oder doch nur einmal gemäht werden. Dieser Standort, bei dem es sich um den schönsten am Hochrhein zwischen Dangstetten und Herdern bei Hohentengen handelt, wurde deshalb unter Naturschutz gestellt.

## Weblink
- Steckbrief des Naturschutzgebietes im Schutzgebietsverzeichnis der Landesanstalt für Umwelt Baden-Württemberg